# 노보네인
노보네인(Norbornane)은 탄소 7개를 가진 두고리 포화 탄화수소이다. 두 개의 다리 탄소가 1개, 2개, 2개의 탄소로 연결되어 있다. 노보넨(Norbornene), 노보나다이엔(Norbornadiene)등이 유사한 화합물이다. 화학식은 C7H12이며 녹는점은 88 °C이다. 탄소 골격은 1,4- 위치에서 메틸렌 다리가 만들어진 사이클로헥세인 고리에서 유래한다.
원래 노보네인은 노캄포르의 환원으로 합성된다.

## 같이 보기
- 노보넨
- 노보나다이엔